# Quatre Étranges Cavaliers
Pour plus de détails, voir Fiche technique et Distribution.
Quatre Étranges Cavaliers (Silver Lode) est un film américain en Technicolor réalisé par Allan Dwan, sorti en 1954.

## Synopsis
Dans la petite ville de Silver Lode, le jour de son mariage, Ballard est accusé de meurtre par quatre cavaliers inconnus, dont l’un, nommé Ned Mac Carthy se prétend marshall fédéral. Progressivement, Ballard, au départ largement soutenu par la population de Silver Lode, voit ses appuis se défaire, ses amis douter puis se retourner contre lui. Une chasse à l'homme s'ensuit. Ballard demande au télégraphiste d'obtenir la confirmation du mandat de Mac Carty, mais les fils télégraphiques ont été coupés. La fiancée de Ballard ainsi que Dolly, une prostituée qui fut sa maîtresse obtiennent l'aide du télégraphiste afin qu'elle puissent présenter un télégramme truqué au juge. Pendant ce temps après une course poursuite se terminant en haut du clocher de l'église, Mac Carty face à Ballard, est tué d'une balle ricochant sur une cloche. Les habitants se disent désolés de leur attitude mais Ballard leur jette son mépris à la figure. Alors que pendant ce temps un vrai télégramme parvient, confirmant les dire du précédent.

## Fiche technique
- Titre original : Silver Lode
- Titre français :  Quatre Étranges Cavaliers
- Titre belge : Noces Rouges
- Réalisation : Allan Dwan
- Scénario : Karen de Wolfe (en)
- Photographie : John Alton
- Montage : James Leicester
- Son :	Louis Kieffer
- Musique originale : Louis Forbes (en)
- Version française : Lingua Synchrone Réalisée par Richard Heinz
- Adaptation française : Max Morise
- Producteur : Benedict Bogeaus
- Société de production : Benedict Bogeaus Productions
- Société de distribution : RKO Radio Pictures
- Pays de production :  États-Unis
- Langue d'origine : anglais américain
- Format : couleur (Technicolor) — 35 mm — 1,37:1 — son : mono (RCA Sound System)
- Genre : western
- Durée : 81 minutes
- Dates de sortie :
  - États-Unis : 23 juillet 1954
  - France : 20 juillet 1955[1]

## Distribution
- John Payne  (V.F : Raymond Loyer) : Dan Ballard
- Dan Duryea  (V.F : André Valmy) : Ned McCarthy
- Lizabeth Scott  (V.F : Claude Winter) : Rose Evans, la fiancée de Ballard
- Dolores Moran  (V.F : Jacqueline Porel) : Dolly, une prostituée, ancienne maîtresse de Ballard
- Harry Carey Jr. : Johnson
- Emile Meyer (V.F : Pierre Morin) : Shérif Wooley
- Robert Warwick  (V.F : Jean Toulout) : Juge Cranston
- John Hudson  (V.F : Jean-Claude Michel) : Michel Evans
- Morris Ankrum  (V.F : Rene Blancard) : Zachary Evans
- Ralph Sanford (V.F : Camille Guerini) : Joe, le barman
- Edgar Barrier (V.F : Jean Berton) : Taylor, avocat
- Frank Sully : Paul Herbert, le télégraphiste
- Hugh Sanders : Révérend Field

Acteurs non crédités
- Charles Evans : un villageois
- Byron Foulger : le banquier Prescott
- Stuart Whitman : Wicker

## Autour du film
- Dolores Moran, qui joue le rôle de la belle prostituée, ancienne maîtresse de Ballard, était dans la vie l'épouse du producteur du film Benedict Bogeaus. Ceci est le dernier film de l'actrice.
- Ce western de 1954 fit longtemps partie du panthéon de la critique française [2] en raison de sa mise en cause du maccarthysme. Un des accusateurs de Ballard se nomme précisément Mac Carthy et il mourra très symboliquement d'une balle ricochant sur une cloche de la liberté.
- Le film évoque Le Train sifflera trois fois mais en diffère par sa fin, nettement plus pessimiste. Dans Le Train sifflera trois fois, Gary Cooper et Grace Kelly quittent la ville qui les a rejetés, mais le film leur ouvre la possibilité de construire et de se reconstruire ailleurs.
- La première scène des Quatre Étranges Cavaliers (des enfants jouent dans la rue, ils lèvent les yeux et voient arriver des cavaliers) annonce celle de La Horde sauvage de Sam Peckinpah, celui-ci utilisant à peu de chose près les mêmes cadrages que son prédécesseur.